# Ilha do Viana
Ilha do Viana é uma ilha do litoral brasileiro situada na baía de Guanabara no município de Niterói, estado do Rio de Janeiro. Fica localizada entre as ilhas de Mocanguê e da Conceição, vizinha à Ilha de Santa Cruz, à qual se liga.
Nesta ilha está situado o maior estaleiro para reparos em navios da América Latina, o Renave, ali instalado com este nome desde 1974.

## Histórico

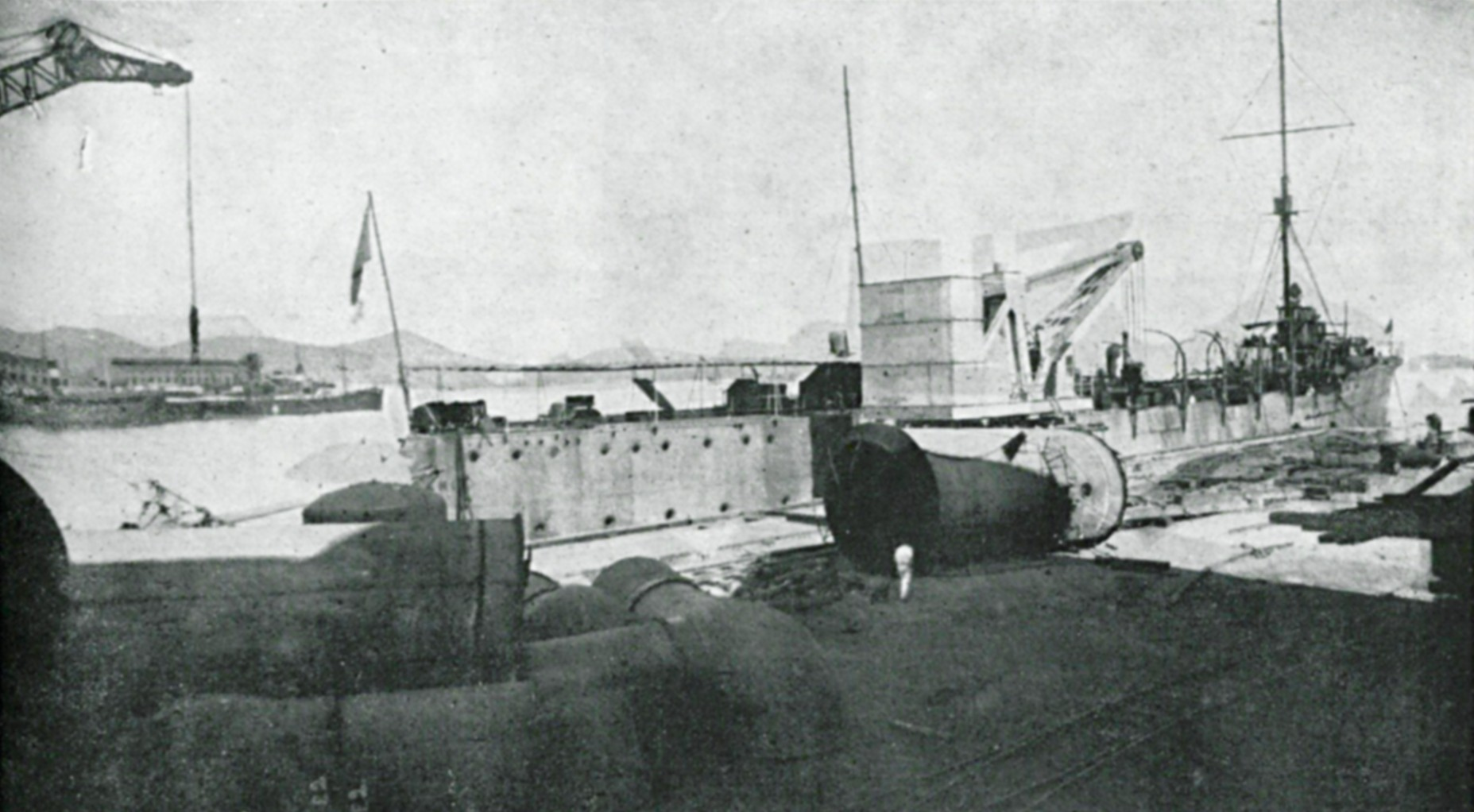
O cruzador Bahia, em reparos na Ilha do Viana, em 1922.

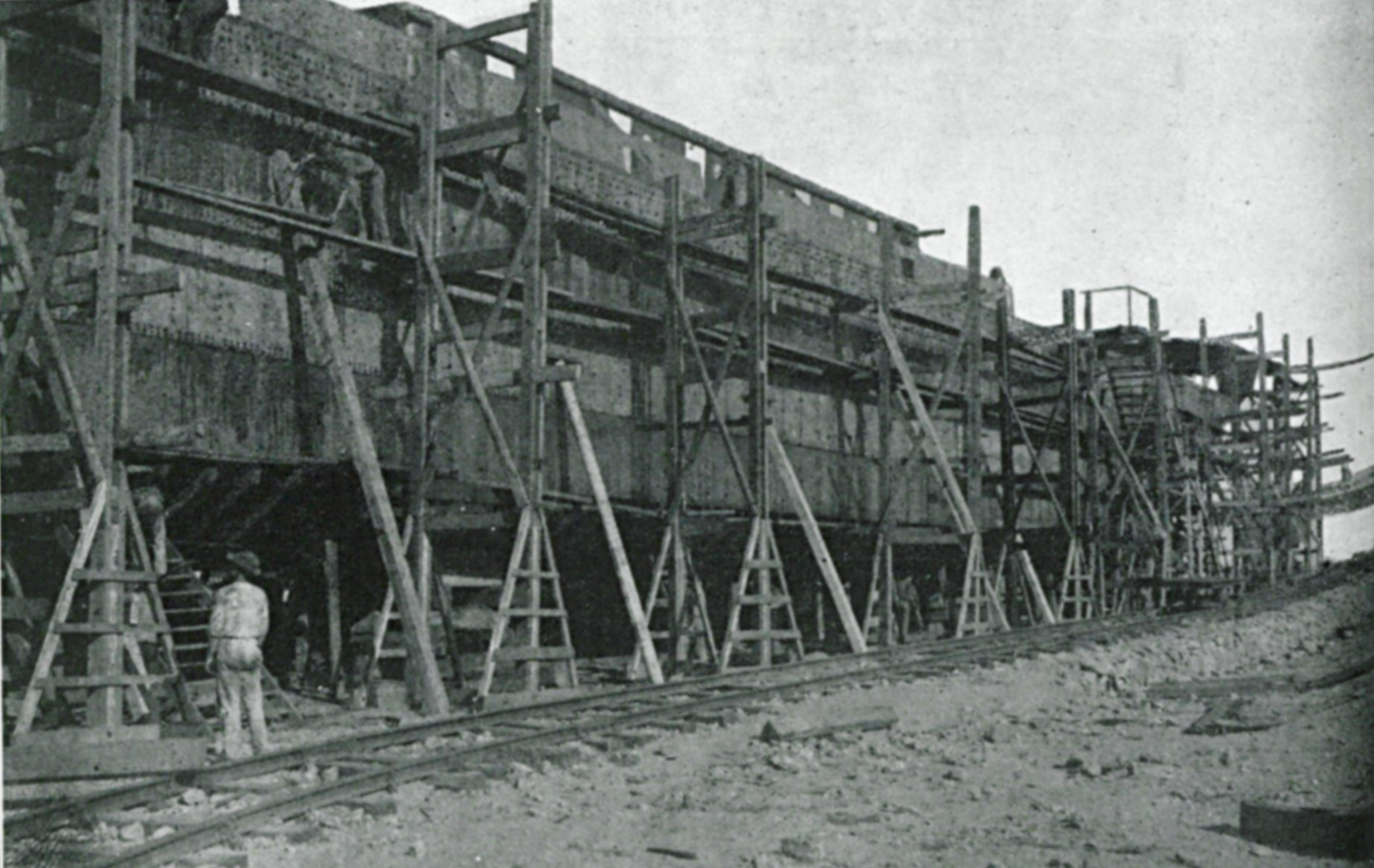
Construção do vapor "Itagaçu" nos estaleiros da ilha, em 1922.

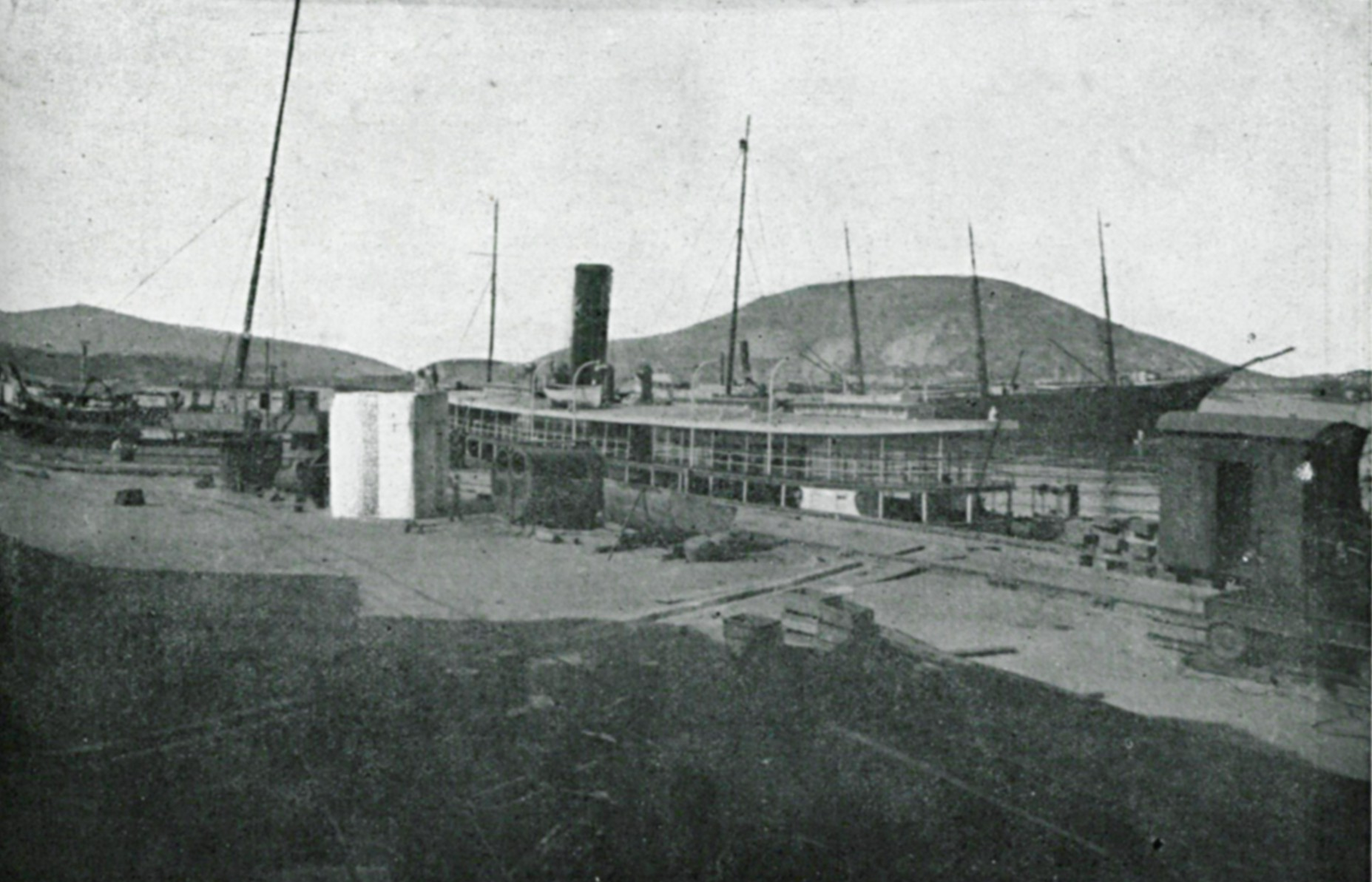
Cais da ilha em 1922, com o vapor "Biguá" que fazia o transporte de empregados do estaleiro.

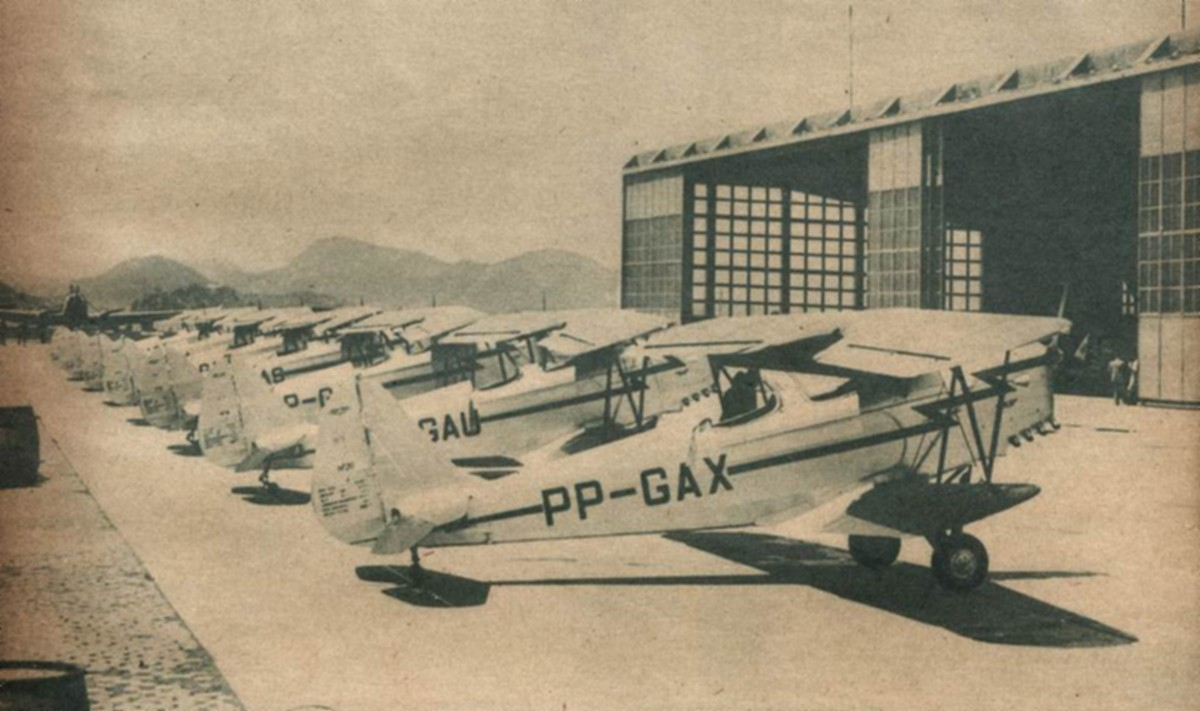
Aviões produzidos na Ilha, em 1941.

Segundo Escragnolle Doria foi ali que morreu afogado em 1837 Aymar Marie Jacques Gestas, conde de Gestas, que fora por algum tempo embaixador de França no Brasil; o afogamento se dera porque este fora salvar um escravo que estava doente; ainda segundo o mesmo o lugar tivera durante algum tempo o nome de "Ilha do Moinho" porque nela havia "um moinho de vento, dando à paisagem tropical longes de cenário holandês". O mesmo autor assegura que Freycinet registrou que fora da propriedade de Gestas na ilha que "deu a conhecer ao Rio de Janeiro a maçã, o morango, a ameixa e o abricó" havendo ali instalado um rico pomar, munido de sementes que mandava trazer da Europa.
Em 1895 a "Casa Lage & Irmão" fundou ali a Companhia Nacional de Navegação Costeira; a empresa, que já atuava na importação de carvão e como estivadora, comprou a Ilha para ali instalar seu estaleiro, inaugurando em 1901 um dique que, conforme anunciava em 1906, possuía profundidade para a atracação navios de qualquer calado, e instalações para reparos diversos e construção de embarcações de vários tamanhos. Era o maior do país, com área construída de 226.000 m², além de empregar mais de 1.800 trabalhadores.
Ali a Marinha do Brasil efetuou, na década de 1920, o remodelamento dos cruzadores Bahia e Rio Grande do Sul; até 1927 ali haviam sido reparados navios da esquadra do Reino Unido do Atlântico Sul, do navio África, das embarcações alemãs arrestadas durante o conflito mundial e construídos os paquetes Itaquatiá e Itaguassú (até aquela data os maiores já construídos por um estaleiro privado no país); em 1928 o governo argentino construiu ali um navio-tanque para transporte petrolífero; em 1942, diante das dívidas da empresa, seus bens foram incorporados ao Patrimônio da União e, em razão da II Guerra Mundial, as instalações serviram para que ali fossem construídas doze embarcações de guerra: seis corvetas e seis caça-submarinos. A partir desta data o estaleiro serviu para o reparo da frota mercante estatal, principalmente a pertencente à Companhia de Navegação Lloyd Brasileiro.
Foi na mesma ilha que o industrial Henrique Lage constituíra a Fábrica Brasileira de Aviões, montando ali em 1936 seu primeiro modelo que fora batizado de "Muniz-8" em homenagem a Antônio Guedes Muniz, seu idealizador; a aeronave, um monoplano de asa baixa, tinha 12 m de envergadura e 8 m de comprimento, pesando 1.200 kg e cabine para dois ou três tripulantes; com motor Gipsy Six, atingia a velocidade máxima de 240 km/h.

## Representações artísticas

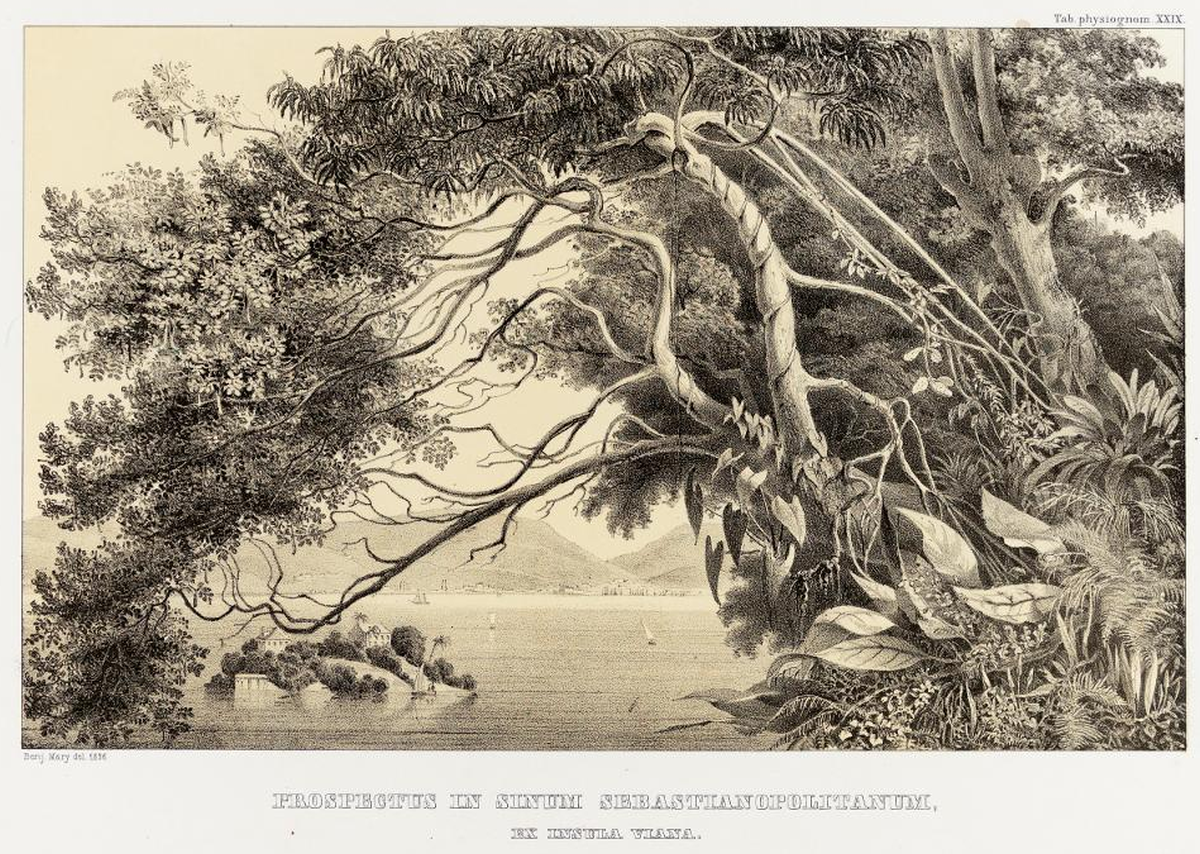
Vista da baía de Guanabara na Ilha do Viana, gravura de Von Martius.

A Insula Viana foi retratada na gravura Prospectus in Sinum Sebastianopolitanum ex Insula Viana de Carl Friedrich Philipp von Martius baseada em obra de Benjamin Mary, que mostra a baía de Guanabara vista a partir da ilha, publicada na sua obra Flora Brasiliensis de 1847.
A ilha também foi retratada numa marina a óleo do artista José Pancetti.